# Autoroute A39 (France)
Pour les articles homonymes, voir A39.
L’autoroute A39, aussi appelée l’autoroute verte est une autoroute française de l'est de la France. Elle dessert notamment Dijon, Dole et Bourg-en-Bresse.
Suivant un axe principalement nord-sud, elle permet de relier l'autoroute A31 (trafic de ou vers le nord de la France), l'autoroute A36 (trafic de ou vers le nord-est de la France) à Lyon et aux autoroutes alpines sans passer par l'A6, déchargeant le trafic important de cette dernière.

## Caractéristiques
- Autoroute à péage gérée par APRR
- 142 km de longueur.
- 3 aires de service

## Historique
- 1992 : Mise en service de la section Dijon-Crimolois de 6 km
- 1994 : Mise en service de la section Crimolois-Dole de 34 km
- 1998 : Mise en service de la section Dole-Bourg-en-Bresse de 110 km + l'autoroute A391 de 4.5 km (Antenne de Poligny)

## Sorties
Section concédée à APRR et payante (sauf entre Dijon et la sortie 3).
- Échangeur entre RM 274, RM 905 et A39 : 
  - RM 274 : Dijon - nord, Dijon - sud, Paris (A38), Quetigny, Lyon, Beaune (A31)
  - RM 905 : Dijon - centre, Dijon - Université
- . Début de l'autoroute A39. Portion à 90 km/h. Début de 2 × 2 voies.
- 2 Neuilly-lès-Dijon à 2 km : Sennecey-lès-Dijon, Neuilly-Crimolois (depuis et vers Dijon)
  -  Portion à 110 km/h.
- 3 Crimolois à 7 km : Dole par RD, Besançon par RD, Chevigny-Saint-Sauveur, Quetigny, Genlis, Auxonne

- Péage de Crimolois (à système fermé)

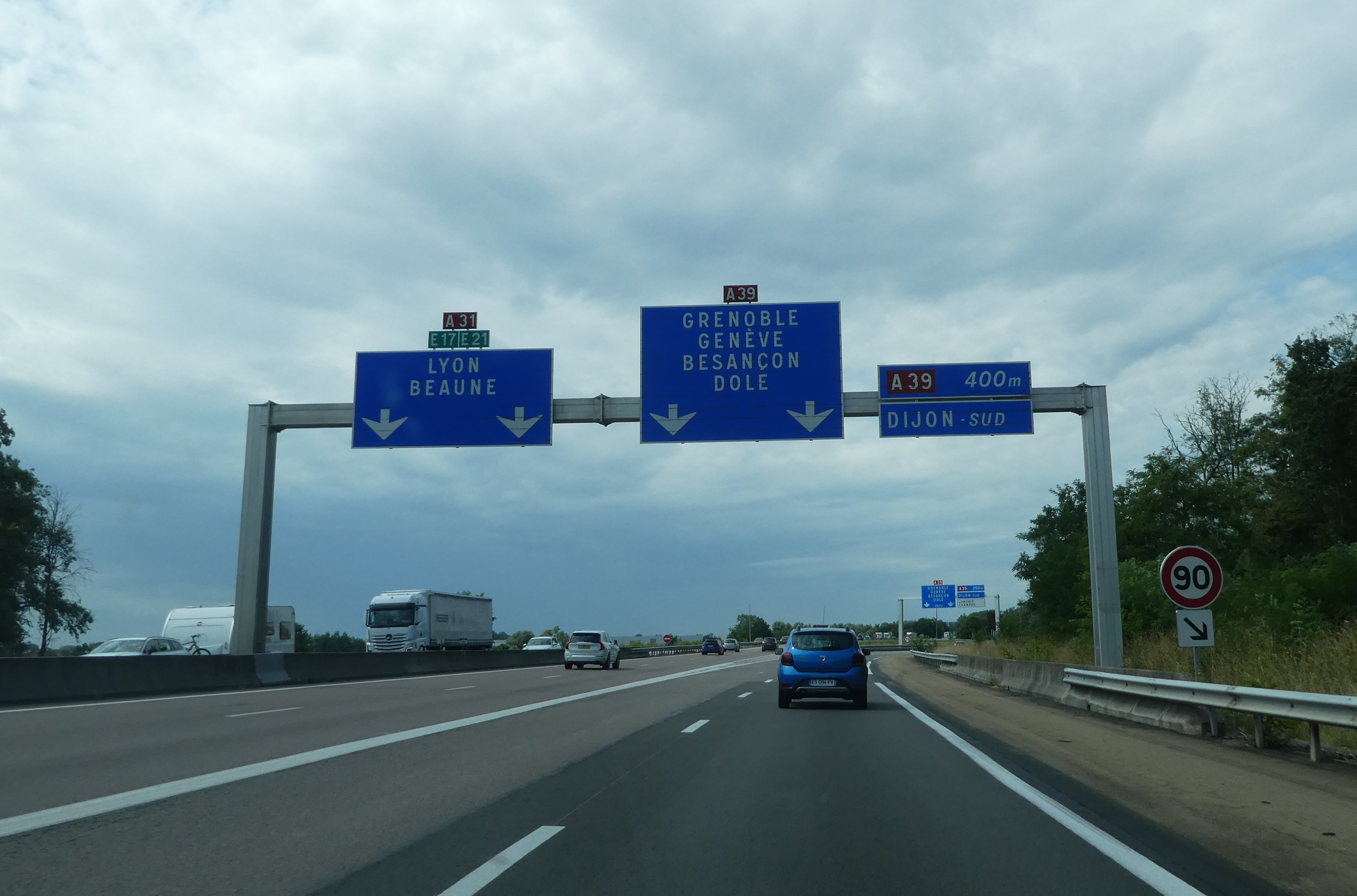
Échangeur A39-A31 en provenance du nord de l'A31

- Échangeur entre A31 et A39 (sens Dijon - Bourg-en-Bresse et vers Bourg-en-Bresse) : Lille, Paris (A5), Metz-Nancy, Troyes, Chaumont, Beaune
  -   Portion à 130 km/h, 2 × 2 voies, après l'échangeur.
  - Pont sur  la Tille.
  -  Aires de repos du Bois Défendu (sens  Dijon - Bourg-en-Bresse),  de Beire-le-Fort (sens Bourg-en-Bresse - Dijon)

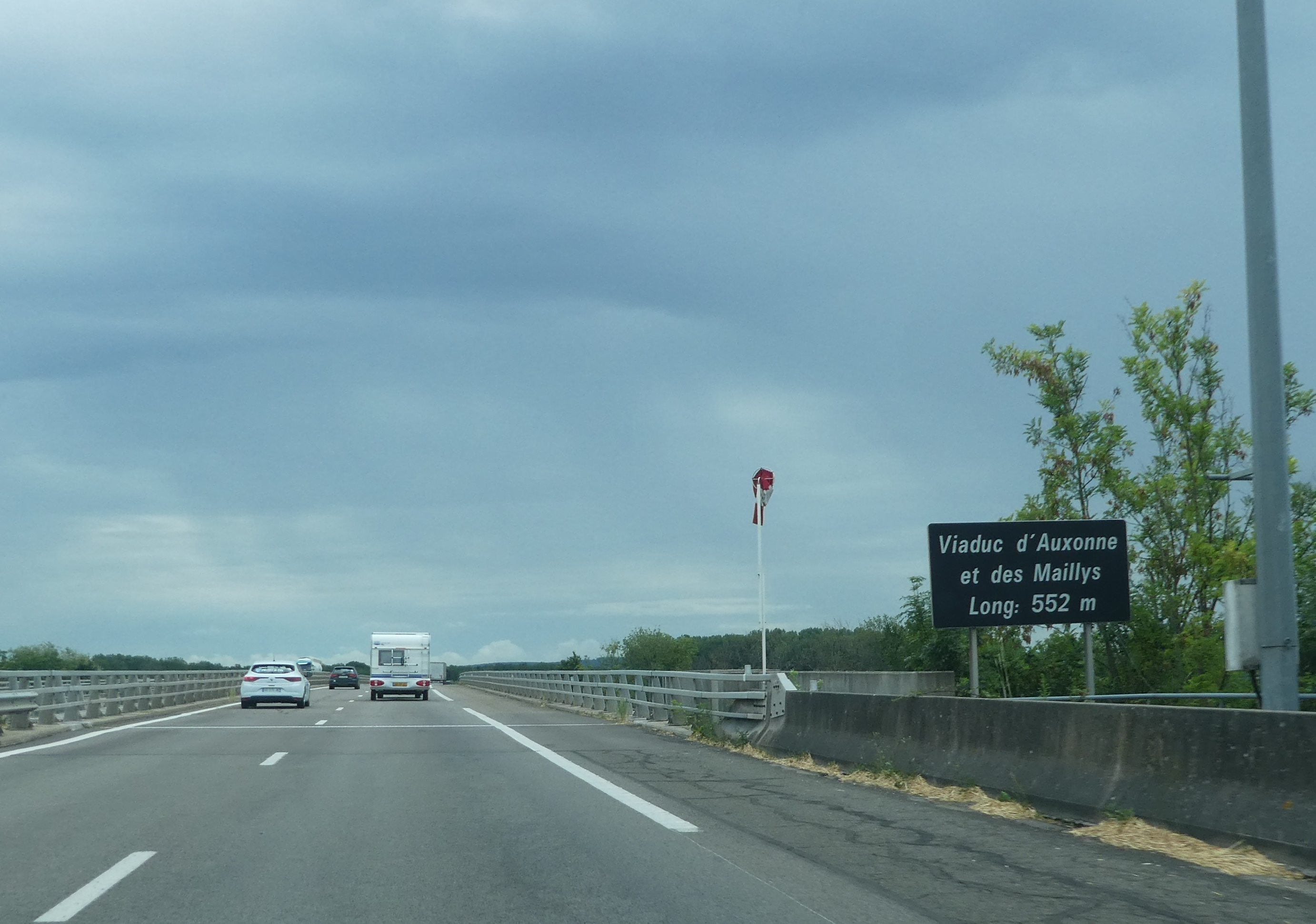
Viaduc d'Auxonne et des Maillys, passage sur la Saône

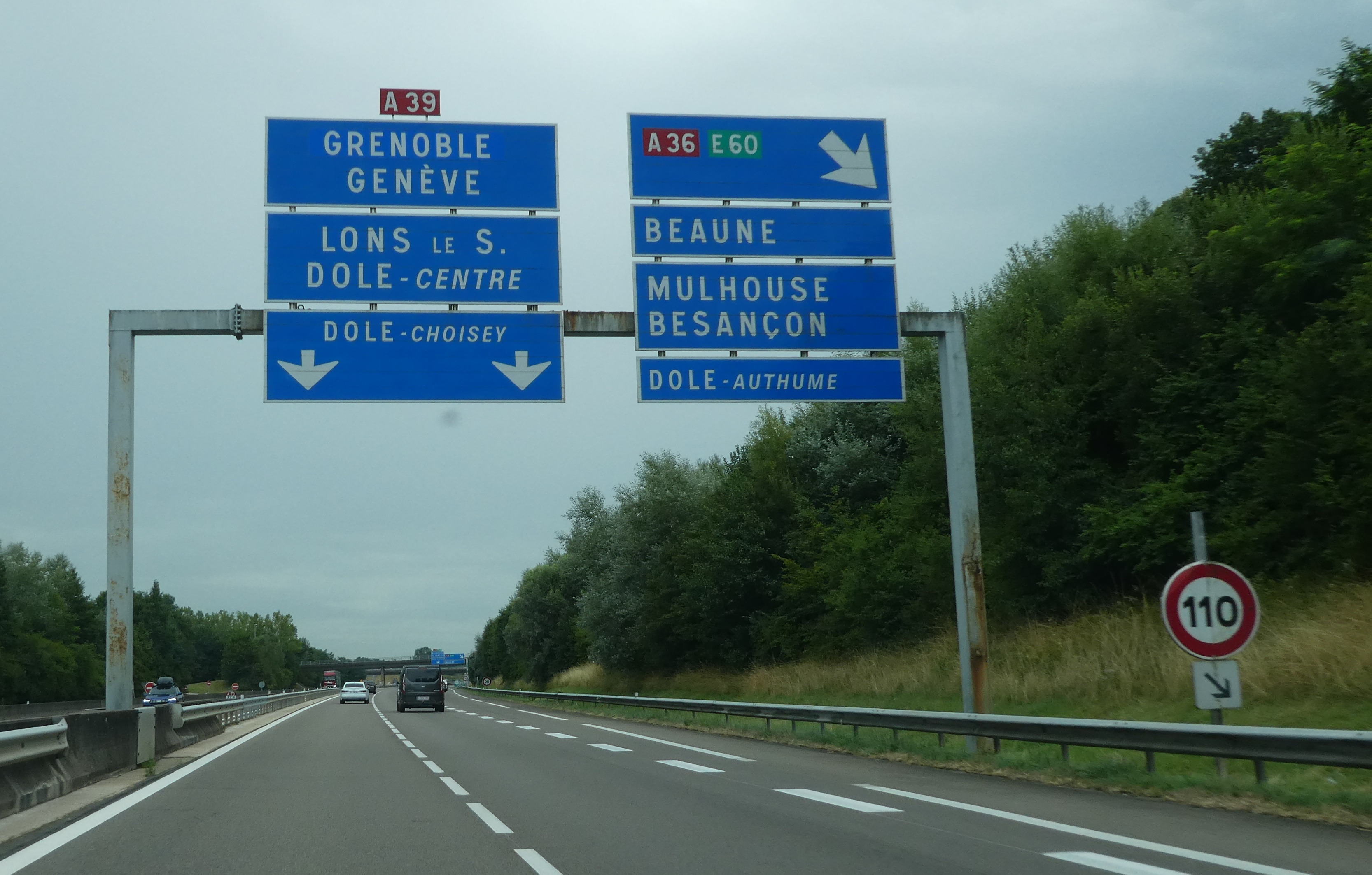
Échangeur A39-A36 vu depuis l'A39 en provenance de la ville de Dijon

- 5 Soirans à 23 km : Auxonne, Genlis, Saint-Jean-de-Losne
  -  Aires de service de Pont Chêne d'Agent (sens Dijon - Bourg-en-Bresse),  de Pont Val de Saône (sens Bourg-en-Bresse - Dijon)
  - Viaduc d'Auxonne et des Maillys sur  la Saône.
- Échangeur entre A36 et A39 : Paris (A6), Beaune, Strasbourg, Mulhouse, Besançon, Dole - Authume

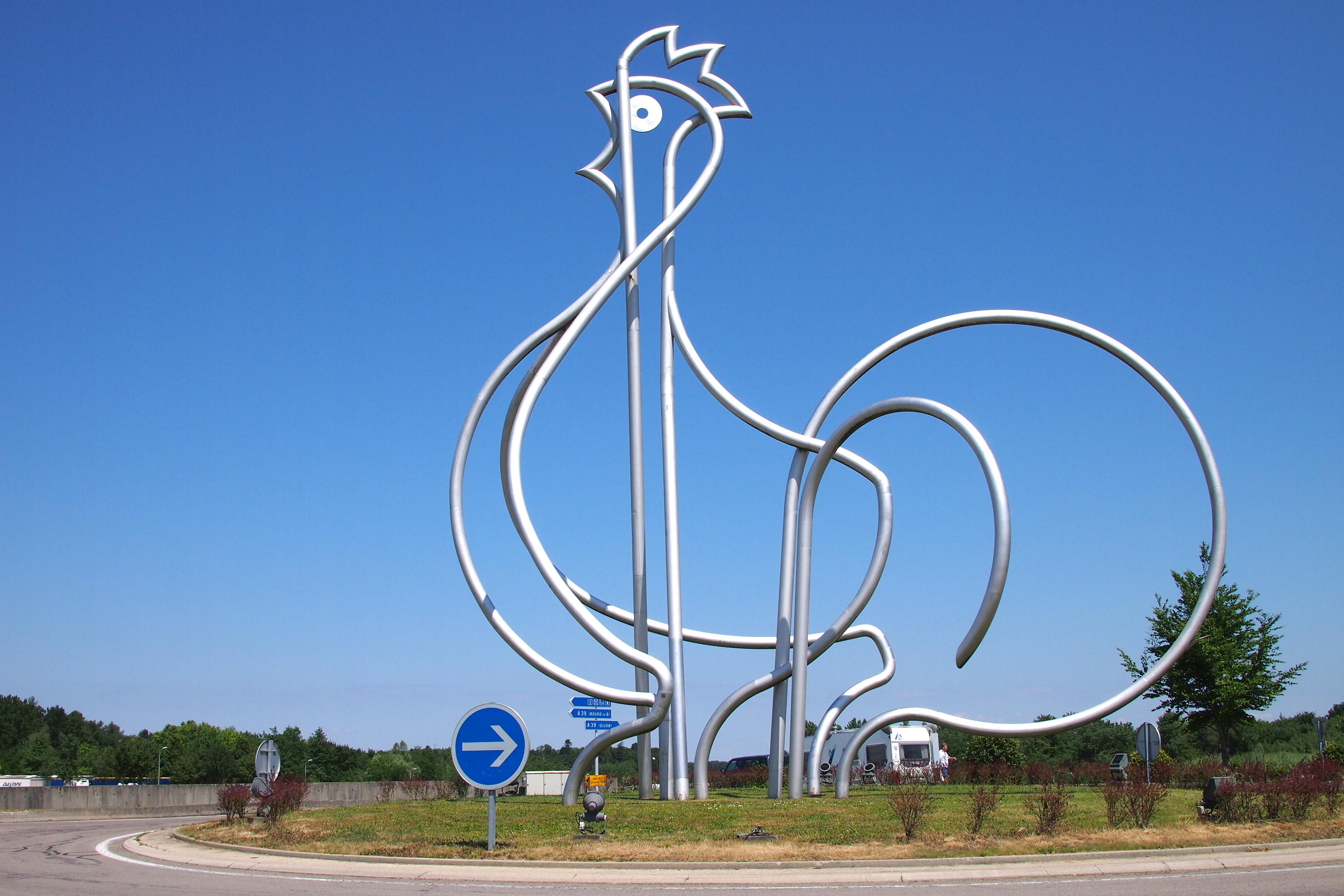
Aire du Poulet de Bresse.

Passage du département de la Côte-d'Or à celui du Jura.

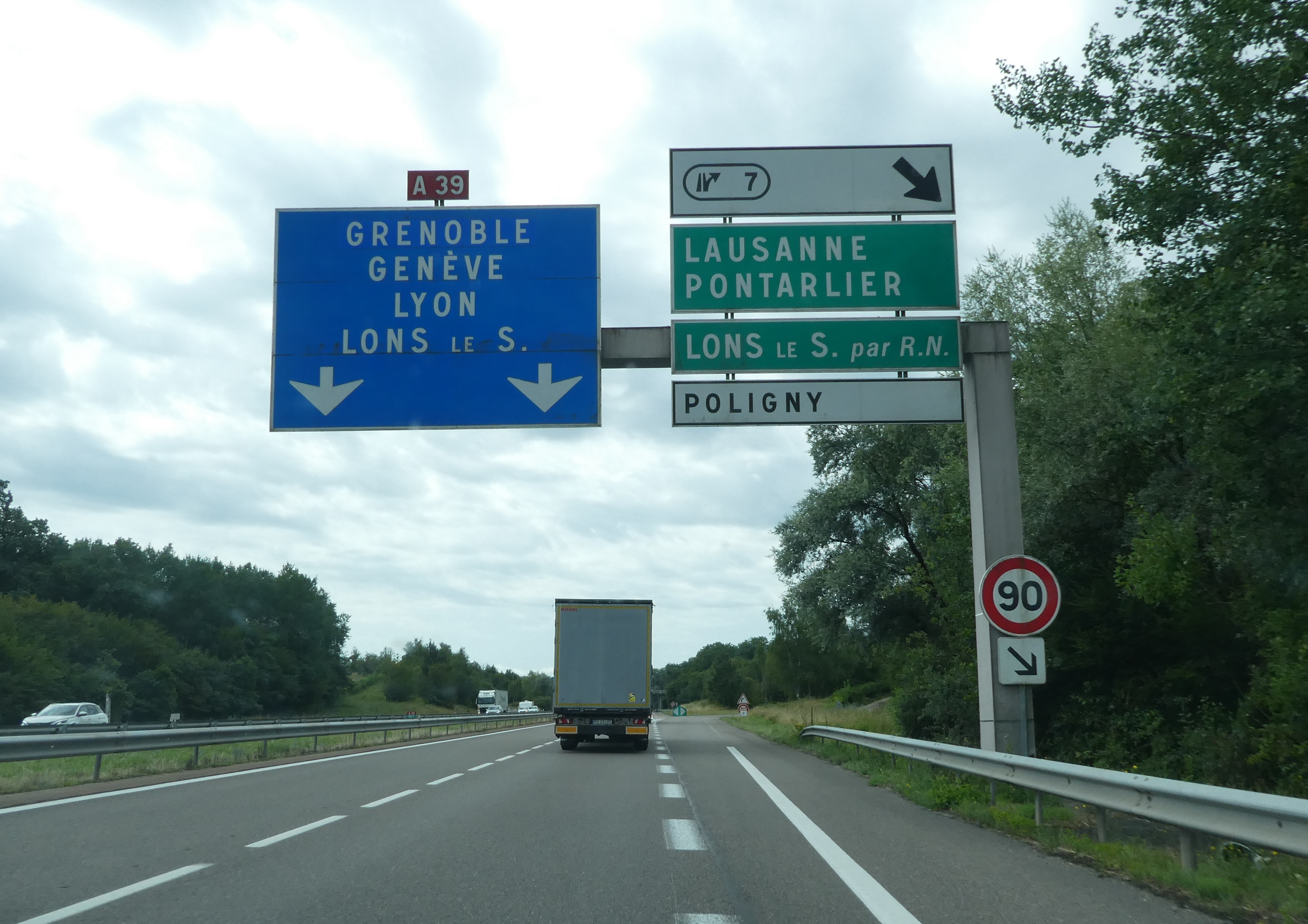
Sortie 7 vers Lausanne, Pontarlier - en provenance de Dijon

- 6 Choisey à 41 km : Dole - centre, Dole - Choisey,  Aéroport de Dole-Jura
  - Pont sur  le Canal du Rhône au Rhin.
  -  Aires de repos de La Vouivre (sens  Dijon - Bourg-en-Bresse),  Louis Pasteur (sens Bourg-en-Bresse - Dijon)
  -  Aires de repos de La Jument Verte (sens  Dijon - Bourg-en-Bresse),  du Chat Perché (sens Bourg-en-Bresse - Dijon)
- 7 Bersaillin ( Échangeur entre A391 et A39) à 69 km : Lausanne ( Suisse), Pontarlier, Lons-le-Saunier par RD, Poligny
- 7.1 Arlay à 69 km : Bletterans +  Aire de service du Jura (dans les deux sens)
- 8 Beaurepaire-en-Bresse à 94 km : Lons-le-Saunier, Louhans, Montmorot

Passage du département du Jura à celui de Saône-et-Loire.
- Aires de repos de La Vallière (sens  Dijon - Bourg-en-Bresse),  de Savigny (sens Bourg-en-Bresse - Dijon)
- 9 Le Miroir à 109 km : Cuiseaux, Louhans, Cousance
- Aire de service du Poulet de Bresse (dans les deux sens)

Passage du département de Saône-et-Loire à celui de l'Ain. Passage de la région Bourgogne-Franche-Comté à celui de l'Auvergne-Rhône-Alpes.
- 10 Beaupont à 122 km : Saint-Amour, Saint-Trivier-de-Courtes, Coligny
  -  Aires de repos de Marmont (sens  Dijon - Bourg-en-Bresse),  de Beny (sens Bourg-en-Bresse - Dijon)
- Échangeur entre A40 et A39 à 143 km : Mâcon, Bourg-en-Bresse, Genève ( Suisse), Grenoble, Lyon (A42)
  -   Portion à 130 km/h, 2 × 2 voies, vers A40.
- Fin de l'autoroute A39. Elle continue vers l'A40.

### Autoroute A391
Voie rapide de 4,5 km
Section concédée à APRR et payante.
- 50 km/h, sur l'échangeur et avant péage.
- Échangeur entre A39 et A391 : Strasbourg, Dijon, Dole, Lyon, Bourg-en-Bresse
- Péage de Bersaillin (à système fermé)
- 1 Sellières à 1 km : Lons-le-Saunier, Sellières (demi-échangeur ; de et vers A39)
  -   110 km/h, sur 3 km. Après le péage. Début de la 2 × 2 voies.
  -  à 400 m. Avant réduction à 1 voie.
  -  90 km/h. Avant réduction à 1 voie.
  -  Réduction à 1 voie
  -   Rappel. 90 km/h. Interdiction de doubler.
  -  Fin d'autoroute à 1 km.
  -   90 km/h. Portion à 2 × 1 voies d'autoroute, sans séparation centrale.
- Fin de l'autoroute A391.
- Carrefour giratoire entre A391 et RN 83 et RD 1083 à 4 km : 
  - A391 : Lyon, Bourg-en-Bresse, Dijon, Dole
  - D1083 : Lons-le-Saunier, Bletterans, Voiteur, Sellières
  - N83 : Besançon, Pontarlier, Lausanne ( Suisse), Poligny, Arbois, Champagnole, Salins-les-Bains

## Lieux sensibles
(uniquement les lieux à bouchons et les pentes dangereuses):
L'autoroute A39 est une autoroute qui ne comporte aucune pente dangereuse. Il y a quelquefois des embouteillages sur la section Dole – Bourg-en-Bresse pendant l'hiver à cause du trafic important dû aux touristes qui partent dans les Alpes.

## Croisements autoroutiers
- A31
- A311
- A40
- A36
- N274

## Départements traversés
- Côte-d'Or
- Jura
- Ain
- Saône-et-Loire